# Geologische tijdschaal van de Maan
| Maan-tijdschaal | Maan-tijdschaal | Maan-tijdschaal   |
| Periode         | Epoche          | Tijd geleden (Ma) |
| --------------- | --------------- | ----------------- |
| Copernicum      | Copernicum      | heden - 1100      |
| Eratosthenium   | Eratosthenium   | 1100 - 3200       |
| Imbrium         | Laat            | 3200 - 3800       |
| Imbrium         | Vroeg           | 3800 - 3850       |
| Nectarium       | Nectarium       | 3850 - 3920       |
| Prenectarium    | Bekken Groepen  | 3850 - 4150       |
| Prenectarium    | Crypticum       | 4150 - 4567       |

De geologische tijdschaal van de Maan of selenologische tijdschaal is een tijdschaal waarmee de geologische geschiedenis van de Maan kan worden onderverdeeld. Omdat de geologische geschiedenis van de Maan verschilt van die van de Aarde, is het praktischer voor gebeurtenissen op de Maan een andere tijdschaal te gebruiken.
De tijdschaal verdeelt de geschiedenis van de Maan in vijf periodes: Copernicum, Eratosthenium, Imbrium (onderverdeeld in de epochen Vroeg Imbrium en Laat Imbrium), Nectarium en Prenectarium. De grenzen tussen de verschillende tijdperken worden gelegd bij belangrijke inslagen op het Maanoppervlak of door tellingen van kraters met een bepaalde grootte en ouderdom. Omdat het moeilijk is Maangesteentes in een bepaald tijdperk te plaatsen is er over de ouderdom van veel grote inslagen en Maan-gesteenten nog controverse.

## Lunaire stratigrafie

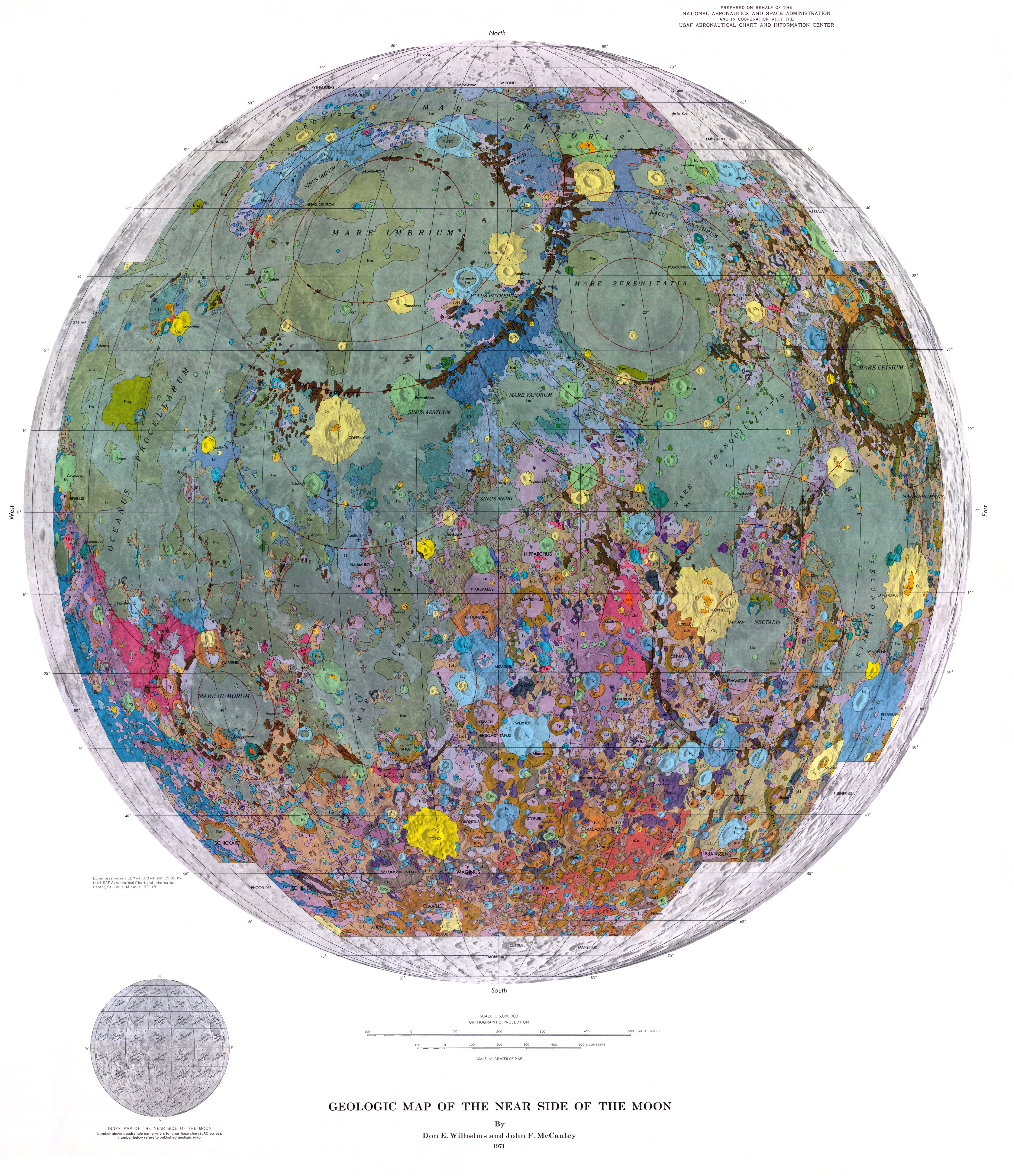
Geologische kaart van de voorzijde van de maan

De belangrijkste gebeurtenissen die de oppervlakte van de Maan hebben beïnvloed zijn vulkanisme en inslagen. Door de principes van stratigrafie te gebruiken zoals ze ook op de Aarde worden toegepast kunnen deze gebeurtenissen in een chronologische volgorde geplaatst worden.
Hoewel in het verleden gedacht werd dat de mare-basalten in een enkele gebeurtenis uitgevloeid zijn wordt het ontstaan ervan tegenwoordig gezien als een langdurig proces dat plaatsvond tussen 4,2 Ga en 1,2 Ga (1 Ga = 1 miljard jaar geleden).
Op de Maan worden voor stratigrafisch onderzoek meestal “afzettingen” van inslagen gebruikt. Deze afzettingen zijn stervormig (met de krater in het midden) en bestaan uit ejecta dat bij de inslag ontstond. Volgens de wet van superpositie ligt ejecta van nieuwere kraters over ejecta van oudere heen. Afzettingen van ejecta hebben het stratigrafische voordeel dat ze talrijk zijn en geologisch gezien zeer snel vormen. Inslagen kunnen behalve voor stratigrafie ook gebruikt worden om de relatieve ouderdom van de verschillende gebieden vast te stellen: hoe meer kraters, des te ouder een gebied. De relatieve ouderdom van kraters kan worden bepaald door naar de mate van erosie van de krater te kijken.
De grenzen tussen de vijf periodes uit de geschiedenis van de Maan zijn vastgesteld aan de hand van grote geologische gebeurtenissen. Ze staan daarom niet voor een plotselinge overgang in de geologische processen die plaatsvonden. De meeste overgangen in de geschiedenis van de Maan zijn geleidelijke processen waarbij geen duidelijke grens vastgesteld kan worden.
De Maan is het enige hemellichaam in het Zonnestelsel buiten de Aarde waarvan stukken gesteente met een bekende geologische context in laboratoria zijn onderzocht. De stenen die door de Apollovluchten zijn teruggebracht van de Maan zijn radiometrisch gedateerd waardoor voor bepaalde punten op de lunaire tijdschaal een absolute ouderdom kon worden gevonden. Een voorbeeld van zo’n absolute chronologie is te zien in onderstaande tijdlijn, waarbij moet worden vermeld dat door de schaarste aan gegevens over veel dateringen controverse bestaat en over de exacte chronologie nog veel onzekerheden bestaan. Zo is het in veel hoger gelegen gebieden op de Maan niet mogelijk een verschil te maken tussen Nectarisch en Prenectarisch materiaal, zodat deze twee systemen vaak samen Pre-Imbrium genoemd worden.

### Prenectarium
Het Prenectarien is de periode vanaf het moment dat de korst van de Maan vormde tot de tijd waarin de Mare Nectaris door een grote inslag werd gevormd. Mare Nectaris is een inslagbekken met een dubbele ring aan de naar de Aarde toegekeerde zijde van de Maan. Vanwege de grote laterale verspreiding van ejecta is het een zeer duidelijke stratigrafische marker. Uit de periode voor deze inslag kunnen ongeveer 30 inslagbekkens herkend worden, waarvan het oudste het Zuidpool-Aitken-bekken is.
Het Prenectarium wordt soms onderverdeeld in het Crypticum en de Bekken Groepen 1-9, hoewel deze onderverdeling niet op geologische kaarten van de Maan wordt gebruikt.

### Nectarium
Het Nectarium bevat alle gebeurtenissen tussen de vorming van de inslagbekkens Mare Nectaris en Mare Imbrium. Uit deze periode komen twaalf meervoudig omringde inslagbekkens waaronder Mare Serenitatis en Mare Crisium. De Apollo 16-vlucht had als een van zijn wetenschappelijke doelen het dateren van materiaal uit het Nectaris-inslagbekken. Desondanks is er nog controverse over de precieze ouderdom van het inslagbekken, de meeste metingen komen op 3,92 Ga, sommige op 3,85 Ga. Desondanks is recentelijk zelfs voorgesteld dat de ouderdom van het inslagbekken groter dan 4,1 Ga is.

### Imbrium
Het Imbrium wordt onderverdeeld in de epochen (tijdvakken) Laat en Vroeg Imbrium. Het Vroeg Imbrium is de tijdspanne tussen de vorming van de Mare Imbrium en de Mare Orientale. Het Imbrium-inslagbekken wordt verondersteld rond 3,85 Ga te zijn gevormd, hoewel een andere school de vorming op 3,77 Ga schat. Het enige andere dubbel beringde inslagbekken van Vroeg-Imbrische ouderdom is het Schrödinger-bekken, dit is het jongste inslagbekken met meerdere ringen op de Maan.
Het Laat Imbrium is de tijdspanne tussen de vorming van het Orientalis-bekken en het moment waarop kraters kleiner dan een bepaalde grootte (DL) waren verdwenen als gevolg van erosie. De ouderdom van het Orientalis-bekken is niet direct vastgesteld, hoewel het ouder moet zijn dan 3,72 Ga (dateringen van mare-basalten geven een ouderdom aan in het Vroeg Imbrium) en jonger dan 3,84 Ga (vanwege de frequentie waarmee jongere kraters voorkomen). Rond twee derde van de mare-basalten op de Maan hebben een Laat Imbrische ouderdom, veel van deze lava’s vullen depressies op gevormd door oudere inslagen.

### Eratosthenium
Het Erasthenium is de tijdspanne vanaf het moment dat kraters met een diameter kleiner dan een bepaalde grootte (DL) compleet verdwenen waren door erosie. Het belangrijkste mechanisme voor erosie op de Maan is zijn inslagen zelf, hoewel kleine seismische gebeurtenissen (maanbevingen) ook een rol spelen. De absolute ouderdom van dit moment is niet met zekerheid vast te leggen, maar wordt meestal rond de 3,2 Ga gelegd.
De bovengrens van het Erasthenium wordt traditioneel vastgesteld aan de hand van de mate van ruimteverwering in stralensystemen. Op de Maan heeft "vers" materiaal volgens deze definitie meestal een lichte kleur, terwijl het, als het langer aan de oppervlakte ligt, donkerder wordt. De stralensystemen van ejecta zijn bij oudere kraters dus donkerder van kleur. Deze definitie is recentelijk onder vuur komen te liggen, omdat de kleur van materiaal ook van de chemische samenstelling afhangt. Als ejecta afkomstig zijn uit de hooglanden van de Maan (die bestaan uit lichtgekleurd anorthositisch materiaal) en afgezet worden op een donkergekleurde mare, zal het ondanks verweringsprocessen relatief lichtgekleurd blijven.

### Copernicum
Het Copernicum is de jongste periode uit de Maangeschiedenis. Traditioneel werd een krater aan deze periode toegeschreven als er een lichtgekleurd straalsysteem omheen lag, maar zoals hierboven uitgelegd is de kleur van ejecta geen goede maat voor ouderdom. Het begin van het Copernicum komt in ieder geval niet overeen met de vorming van de Copernicus-krater. Meestal wordt voor de ondergrens van het Copernicum 1,1 Ga gegeven.

## Relatie met de Aardse chronologie
De onderverdeling van de geschiedenis van de Maan wordt gemaakt aan de hand van de weinige duidelijke stratigrafische markers die op de Maan te vinden zijn. Hoewel deze onderverdeling handig is voor het opstellen van een relatieve volgorde in welke gebeurtenissen hebben plaatsgevonden, zijn de grenzen tussen de Maantijdperken geen fundamentele overgangen in geologische omstandigheden. Omdat de oudere grenzen in de Maantijdschaal overeenkomen met individuele inslagen, is het bovendien niet logisch aan te nemen dat er enig verband is met de gebeurtenissen op andere hemellichamen, zoals de Aarde of Mars.
Desondanks is weleens voorgesteld het voor de Aarde gebruikte eon Hadeïcum onder te verdelen in een aantal van de perioden die voor de Maan gebruikt worden. In dat geval wordt het Hadeïcum verdeeld in het Crypticum, de Bekken Groepen 1-9, het Nectarium en het Vroeg Imbrium. De eerste twee worden dan, in tegenstelling tot wat in de Maantijdschaal gebruikelijk is, als perioden gezien, niet als epochen. Het Hadeïcum is echter geen officieel erkend eon in de Aardse tijdschaal en zal dit ook niet worden zolang geen Aardse gesteenten uit deze periode gevonden worden die onderzocht kunnen worden.